# If I Were Brittania I'd Waive the Rules
If I Were Brittania I'd Waive the Rules je šesté album skupiny Budgie, vydané v roce 1976.

## Seznam stop
1. Anne Neggen (4:04)
2. If I Were Brittania I'd Waive the Rules (5:50)
3. You're Opening Doors (4:14)
4. Quacktor and Bureaucats (3:52)
5. Sky High Percentage (5:52)
6. Heaven Knows Our Name (3:52)
7. Black Velvet Stallion (8:08)
Remasterovaná verze obsahuje bonusy:
8. You're Opening Doors (2006 Version)
9. Black Velvet Stallion (2006 Version)

## Obsazení
- Burke Shelley - zpěv, baskytara
- Tony Bourge - kytara
- Steve Williams - bicí
- Richard Dunn - klávesy